# 沈丁花 (石川さゆりの曲)
「沈丁花」（じんちょうげ）は、1978年1月1日に発売された石川さゆりの18枚目のシングルである。

## 解説
- 1978年の元日に発売されたシングルとなる[1]。1976年に小柳ルミ子が発表したアルバム曲、1979年に石川優子が発表したシングル曲とは同名異曲である。
- この曲のシングル盤レコードは日本コロムビアから発売されたが、石川さゆりがポニーキャニオン、テイチクエンタテインメントへそれぞれレコード会社を移籍したことに併せて、各レコード会社から発売された石川のベスト・アルバムに収録されている。

## 収録曲
1. 沈丁花（3分42秒）
作詞：東海林良／作曲：大野克夫／編曲：馬飼野康二
2. いつわりの部屋（3分30秒）
作詞：藤公之介／作曲：新井利昌／編曲：竜崎孝路